# Capitán George K. H. Coussmaker
Capitán George K. H. Coussmaker (1782) es un retrato al óleo sobre tela de Joshua Reynolds. Coussmaker Nació en Londres en 1759 de Evert y Mary Coussmaker, y entró en el ejército en 1776. Fue promocionado varias veces, pero nunca estuvo en servicio activo y se retiró en 1795. Se casó con Catherine Southwell en 1790 y tuvieron dos niños, George y Sophia (más tarde, Baronesa de Clifford). Murió en 1801. Coussmaker posó para Reynolds 21 veces, y su caballo 8 veces, entre el 9 de febrero y el 16 de abril de 1782, un número excepcional de tiempo. Reynolds obtuvo 205 libras, más 10 guineas por el marco. El retrato quedó en poder de Coussmaker y sus descendientes hasta que en1884 fue vendido a William K. Vanderbilt, y legado al Museo Metropolitano de Arte en 1920. Los curadores del Museo describen el cuadro como "un trabajo excepcionalmente bueno ... La composición es compleja y el conjunto está vigorosamente pintado."